# 데스스마일즈
《데스스마일즈》는 일본 개발사 케이브가 제작한 2007년 횡스크롤 진행형 슈팅 게임이다. 《프로기어의 폭풍》 이후 두 번째 횡스크롤 방식 슈팅 게임으로, 오컬트 및 고스의 영향을 받은 화풍이 특징이다.
아케이드로 처음 출시됐으며 이후 추가 컨텐츠가 들어간 '메가 블랙 레이블'판이 2008년 오락실로 재출시됐다. 2009년 엑스박스 360 이식판이 전세계에 출시됐으며, 이후 iOS 및 안드로이드 모바일판이 발매됐다. 2016년에는 데지카가 배급한 마이크로소프트 윈도우판이 발매됐다. 2021년, 후속작과 함께 수록된 시티 커넥션이 배급한 합본 《데스스마일즈 I・II》가 닌텐도 스위치, 플레이스테이션 4, 엑스박스 원 및 윈도우로 발매됐다.
2009년에 후속작 《데스스마일즈 II》가 출시됐다.

## 반응
리뷰 애그리게이터 웹사이트 메타크리틱에서 《데스스마일즈》는 "대체적으로 긍정적인 평가"를 받았다.

## 참조

### 내용주
1. ↑  영어: Deathsmiles, 일본어: デススマイルズ